# Donatas Katkus

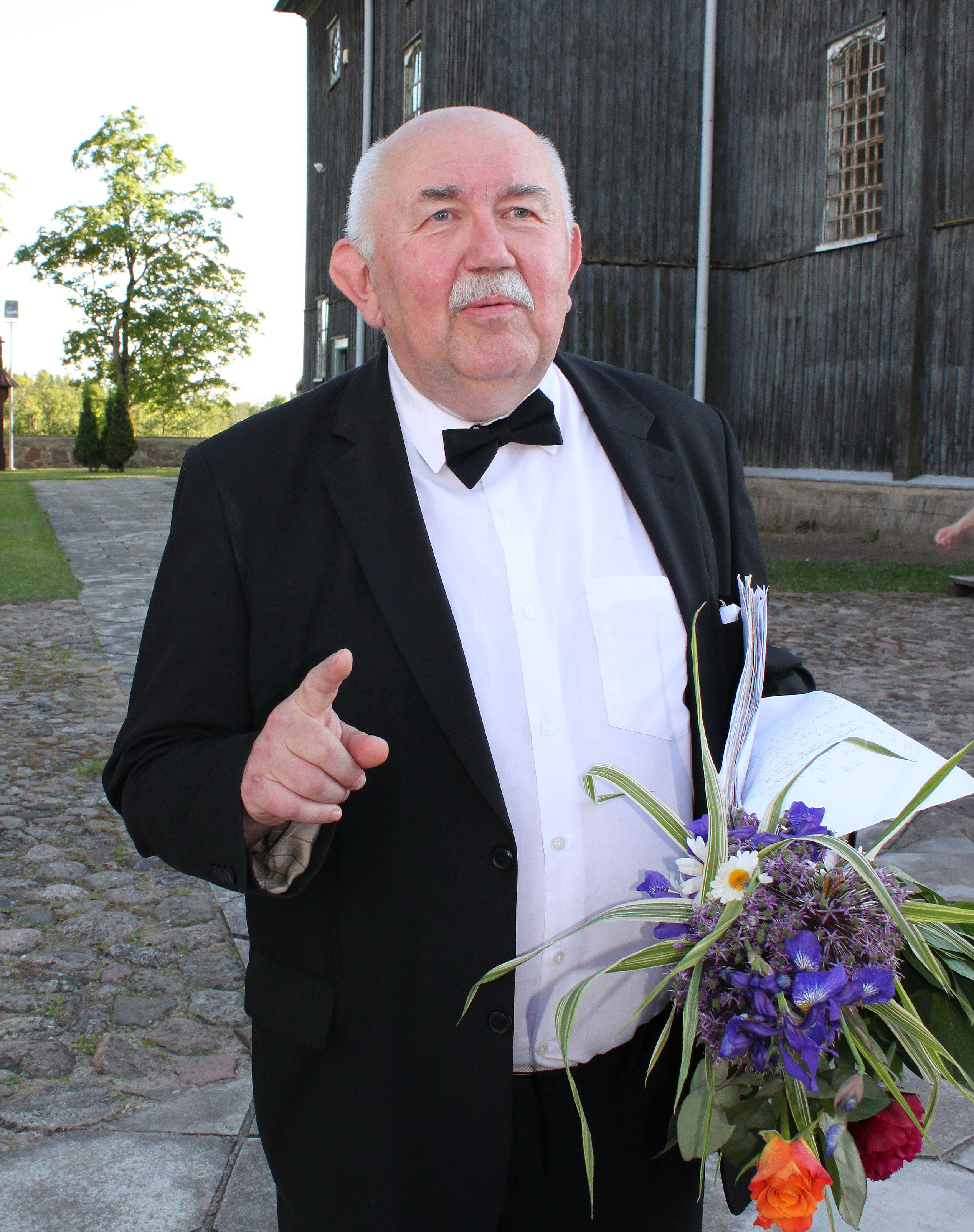

Donatas Katkus (* 21. September 1942 in Kaunas) ist ein litauischer Musiker, Altist, Dirigent und Musikologe.

## Leben
Er lernte an der Juozas-Naujalis-Musikschule in Kaunas. 1965 absolvierte er ein Diplomstudium bei Lietuvos valstybinė konservatorija. Ab 1968 lehrte er an der Lietuvos muzikos ir teatro akademija als Professor.
1965 gründete er das Streichquartett Vilnius, 1995 das Christophorus-Kammerorchester und war sein Leiter. Er war Dirigent des Kammerorchester Klaipėda.
Von 2007 bis 2010 war er Mitglied der Kommission in der Musik-Show „Žvaigždžių duetai“ beim Fernsehsender LNK, 2009 Kommissionsleiter in der Humor-Sendung „Nr. 1“.

## Auszeichnungen
- 2001: Lietuvos valstybinė premija, Staatspreis
- 2003: Pasaulio intelektualinės nuosavybės organizacijos premija